# Wesertal
Wesertal är en kommun i Landkreis Kassel i Regierungsbezirk Kassel i förbundslandet Hessen i Tyskland.
Kommunen bildades 1 januari 2008 genom en sammanslagning av de tidigare kommunerna Oberweser och Wahlsburg. Oberweser bildades 1 februari 1971 genom en sammanslagning av kommunerna Arenborn, Gewissenruh, Gieselwerder, Gottstreu och Oedelsheim. Wahlsburg bildades 1 februari 1971 genom en sammanslagning av kommunerna Lippoldsberg och Vernawahlshausen.